# Szimpla Kert
Szimpla Kert (/ˈsimplɒ ˈkɛɾt/, littéralement « jardin simple ») est un romkocsma de Budapest, fondé en 2002 et aménagé dans un immeuble d'habitation délabré du quartier juif de la capitale hongroise. Il s'agit d'un des lieux les plus emblématiques de la jeunesse alternative hongroise.
Différents bars ont été aménagés dans les anciens appartements et la structuration en coursives permet de transformer les lieux en salle de concert. Une cour intérieure accueille une terrasse et un cinéma de plein air. Le dimanche, elle accueille également un marché paysan.
Situé au 14 rue Kazinczy, il est considéré comme un des premiers ruins bar de Budapest. Cette philosophie du "venez comme vous êtes" semble s'appliquer aussi bien aux invités qu'à la décoration intérieure. Il y a des choses partout. On pourrait passer des jours entiers à regarder toutes les pièces détachées qui recouvrent le sol, les murs, le plafond et qui s'appuient sur presque toutes les surfaces. Actuellement, il y a même une Trabant décapotable où l'on peut s'asseoir à une table à la place des sièges de la voiture. Vous pouvez aussi fumez la chicha dans des baignoires aménagées.
Dès 2002 le Szimpla se définissait ainsi : « Le fonctionnement du Szimpla a pour but de voir si l'on peut financer une sous-culture à partir du marché, survivre à des travaux de construction apparemment sans espoir, avoir une cuisine au fonctionnement équilibré, projeter des films en autodistribution dans un cinéma à ciel ouvert, organiser des festivals de dessin animé, et d'autres choses de ce genre. La réponse est pour l'instant : OUI. »
Sur la liste Lonely Planet 2011 des meilleurs bars du monde, le Szimpla Kert occupe la troisième place.

## Galerie

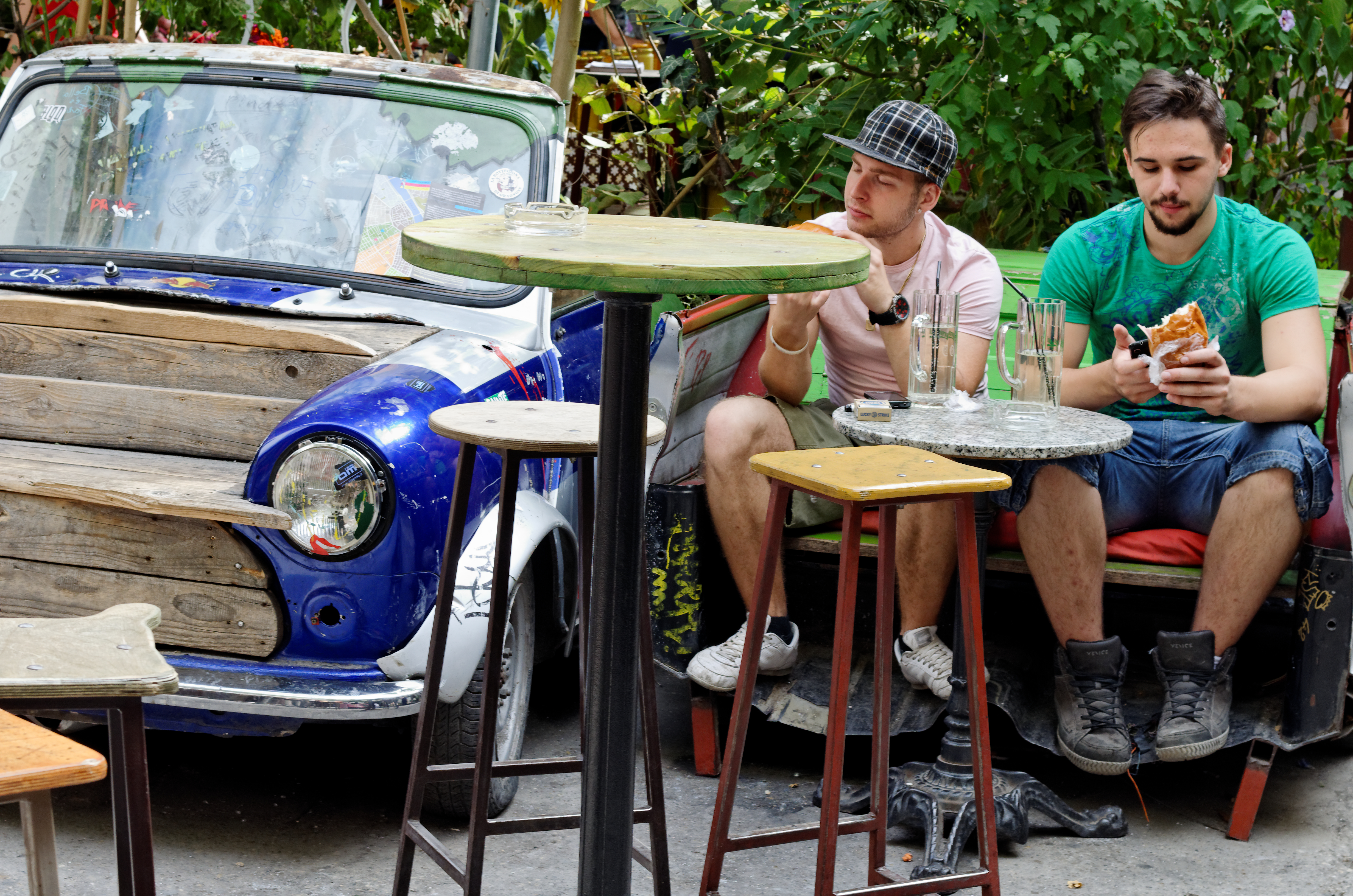
Dans la cour intérieure
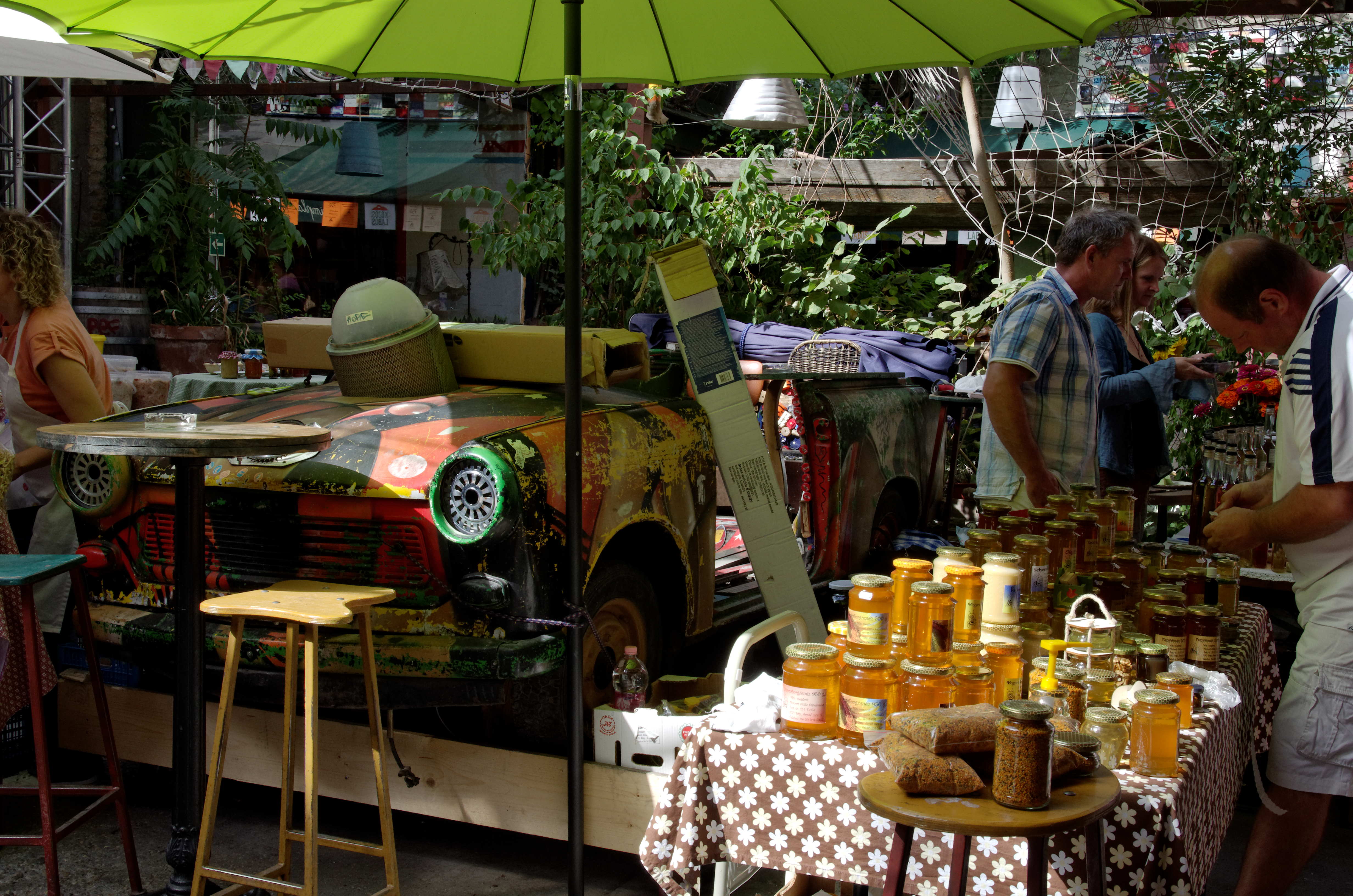
Marché paysan dans la cour intérieure